# Uptime (Unix)
uptime è un comando dei sistemi operativi Unix e Unix-like che mostra da quanto tempo un sistema è in funzione (il suo uptime) ed altre informazioni.

## Sintassi
La sintassi generale di uptime è:
```
uptime
```

Sono visualizzati nell'ordine:
1. l'ora corrente;
2. da quanto tempo il sistema è in funzione, espresso in giorni, ore e minuti;
3. quanti sono gli utenti collegati al sistema;
4. il carico medio del sistema nell'ultimo minuto;
5. il carico medio negli ultimi cinque minuti;
6. il carico medio negli ultimi quindici minuti.

## Esempi
```
$ 
uptime

22:21:45 up 9 days, 11:50, 12 users,  load average: 0.19, 0.17, 0.15
```